# Nguyên liệu chiến lược
Nguyên liệu chiến lược là bất kỳ loại nguyên liệu thô nào quan trọng đối với kế hoạch chiến lược và quản lý chuỗi cung ứng của một cá nhân hoặc tổ chức.  Thiếu nguồn cung cấp nguyên liệu chiến lược có thể khiến một tổ chức hoặc chính phủ dễ bị phá vỡ việc sản xuất các sản phẩm đòi hỏi những vật liệu đó.  Nó cũng có thể đề cập đến một nhóm hoặc bộ phận quản lý các tài liệu này.
Về mặt chính phủ, chúng là nguyên liệu, thường là nguyên liệu thô có ý nghĩa chiến lược đặc biệt đối với chính phủ hoặc quốc gia, thường là trong thời chiến.  Nhu cầu chiến lược của họ là vì tầm quan trọng của họ cho các mục đích kinh tế hoặc quân sự.  Một số vật liệu tương đối đơn giản, nhưng được yêu cầu với số lượng lớn trong thời chiến.  Những người khác là tối nghĩa và kỹ thuật phức tạp.  Mặc dù không bắt buộc với số lượng lớn, nhưng khả năng không thể thay thế và nhu cầu quan trọng của chúng khiến chúng đặc biệt có giá trị.  Thực phẩm thường không được phân loại là vật liệu chiến lược: mặc dù quan trọng, chúng được xử lý riêng.
Kỹ thuật thay thế vật liệu chiến lược bằng vật liệu thay thế ersatz đã trở nên rất quan trọng.  Chúng cũng bao gồm việc giảm thiểu hoặc thu hồi và tái chế các vật liệu đó.
Cũng như tùy thuộc vào các tài liệu chiến lược, chiến tranh có thể được thực hiện với mục tiêu cụ thể của họ trong tầm nhìn.  Nhật Bản bành trướng trong Thế chiến II nhắm vào cây trồng cao su và khu vực đồn điền của họ nói riêng.  Xung đột giữa Đức và Pháp đã nhiều lần tập trung vào các nguồn tài nguyên khối sắt và thép của khu vực biên giới của họ.

## Trong các ngành vũ trang Hoa Kỳ
Cơ quan hậu cần quốc phòng Mỹ quản lý các tài liệu chiến lược cho quân đội Hoa Kỳ.

## Trong kinh doanh
Nguyên liệu chiến lược bao gồm một tập hợp các nguyên liệu thô cần thiết để tạo ra một sản phẩm.  Các tài liệu chiến lược có thể bị giới hạn về số lượng hoặc bị thiếu hụt.  Trong trường hợp này, kế hoạch chiến lược sẽ kêu gọi một chuỗi cung ứng thay thế hoặc các vật liệu thay thế trong trường hợp sự cố trong chuỗi cung ứng hiện tại.